# Anaphylaxie induite par l’effort
 (avril 2025).
La mise en forme du texte ne suit pas les recommandations de Wikipédia : il faut le « wikifier ».
Les points d'amélioration suivants sont les cas les plus fréquents. Le détail des points à revoir est peut-être précisé sur la page de discussion.
- Les titres sont pré-formatés par le logiciel. Ils ne sont ni en capitales, ni en gras.
- Le texte ne doit pas être écrit en capitales (les noms de famille non plus), ni en gras, ni en italique, ni en « petit »…
- Le gras n'est utilisé que pour surligner le titre de l'article dans l'introduction, une seule fois.
- L'italique est rarement utilisé : mots en langue étrangère, titres d'œuvres, noms de bateaux, etc.
- Les citations ne sont pas en italique mais en corps de texte normal. Elles sont entourées par des guillemets français : « et ».
- Les listes à puces sont à éviter, des paragraphes rédigés étant largement préférés. Les tableaux sont à réserver à la présentation de données structurées (résultats, etc.).
- Les appels de note de bas de page (petits chiffres en exposant, introduits par l'outil «  Source ») sont à placer entre la fin de phrase et le point final[comme ça].
- Les liens internes (vers d'autres articles de Wikipédia) sont à choisir avec parcimonie. Créez des liens vers des articles approfondissant le sujet. Les termes génériques sans rapport avec le sujet sont à éviter, ainsi que les répétitions de liens vers un même terme.
- Les liens externes sont à placer uniquement dans une section « Liens externes », à la fin de l'article. Ces liens sont à choisir avec parcimonie suivant les règles définies. Si un lien sert de source à l'article, son insertion dans le texte est à faire par les notes de bas de page.
- La présentation des références doit suivre les conventions bibliographiques. Il est recommandé d'utiliser les modèles {{Ouvrage}}, {{Chapitre}}, {{Article}}, {{Lien web}} et/ou {{Bibliographie}}. Le mode d'édition visuel peut mettre en forme automatiquement les références.
- Insérer une infobox (cadre d'informations à droite) n'est pas obligatoire pour parachever la mise en page.

Pour une aide détaillée, merci de consulter Aide:Wikification.
Si vous pensez que ces points ont été résolus, vous pouvez retirer ce bandeau et améliorer la mise en forme d'un autre article.
 (avril 2025).
L'anaphylaxie induite par l'effort (AIE) est une maladie rare dans laquelle une anaphylaxie, une réaction allergique grave et potentiellement mortelle, est provoquée par une activité physique. On estime qu’environ 5 à 15 % de tous les cas d’anaphylaxie signalés sont induits par l’exercice.
La proportion exacte de la population atteinte d'AIE est inconnue, mais une étude de 2001 portant sur 76 229 collégiens japonais a montré que la fréquence de l'AIE était de 0,031 %.
L’anaphylaxie induite par l'effort est une maladie peu connue et mal comprise. Seulement une petite quantité de recherches ont été menées au cours des 40 dernières années. La première d'entre elles est une étude de cas sur l'AIE parue en 1979 où un patient a été décrit comme ayant subi un choc anaphylactique lié à l'exercice 5 à 24 heures après la consommation de crustacés.
Certaines études suggèrent que cette maladie est plus répandue chez les femmes. Deux études portant sur des patients atteints d'AIE rapportent que deux fois plus de femmes que d'hommes sont atteintes par ce trouble,. Aucun lien avec l’origine ethnique n'a été à ce jour démontré.
Les résultats d’une enquête menée en 2014 auprès de patients atteints d’AIE ont montré que le nombre moyen de crises par an est de 14,5. Cependant, la plupart des personnes souffrant d’AIE signalent que la gravité et la fréquence des crises diminuent avec le temps.

## Symptômes
L'organisation Anaphylaxis UK distingue les symptômes de l’AIE en deux catégories : légers et graves. Les symptômes légers peuvent inclure des rougeurs, de l'urticaire, un gonflement du corps ( œdème de Quincke ), un gonflement des lèvres, des nausées ou des vomissements. Des symptômes plus graves peuvent inclure un gonflement de la langue ou de la gorge, des difficultés à avaler ou à respirer, une constriction des voies respiratoires, une baisse de la tension artérielle et une perte de connaissance.
Les symptômes peuvent apparaître immédiatement après le début de l'exercice, mais 90 % des patients déclarent avoir subi une crise dans les 30 minutes suivant l’activité physique.
|                                  | Fréquence des symptômes de l'EIA dans la population étudiée (%) | Fréquence des symptômes de l'EIA dans la population étudiée (%) |
| Symptôme                         | Wade et al.                                                     | Shadick et al.                                                  |
| -------------------------------- | --------------------------------------------------------------- | --------------------------------------------------------------- |
| Démangeaison                     | 92                                                              | 92                                                              |
| Urticaire                        | 83                                                              | 86                                                              |
| Œdème de Quincke                 | 78                                                              | 72                                                              |
| Rinçage                          | 75                                                              | 70                                                              |
| Essoufflement                    | 59                                                              | 51                                                              |
| Dysphagie (difficultés à avaler) | -                                                               | 34                                                              |
| Oppression thoracique            | -                                                               | 33                                                              |
| Perte de conscience              | 32                                                              | 32                                                              |
| Diaphorèse                       | 43                                                              | 32                                                              |
| Mal de tête                      | 30                                                              | 28                                                              |
| Nausées/diarrhée/ coliques       | 30                                                              | 28                                                              |
| Constriction de la gorge         | -                                                               | 25                                                              |

Un article de Sheffer et Austen (1980) divise un épisode d'AIE en quatre phases distinctes : prodromique, précoce, pleinement développée et tardive. Les symptômes caractéristiques de la phase prodromique incluent des rougeurs et des démangeaisons. Au cours de la phase précoce, une urticaire généralisée se développe. Si la réaction ne régresse pas, elle peut évoluer vers une AIE pleinement développée, au cours de laquelle des symptômes gastro-intestinaux et un rétrécissement des voies respiratoires peuvent survenir. La phase tardive, qui suit la rémission de la réaction, se caractérise par des céphalées frontales et une sensation de fatigue ; ces symptômes peuvent apparaître jusqu’à 72 heures après le début de la réaction.
Des symptômes cardiovasculaires sont signalés chez 1/3 des patients diagnostiqués avec une AIE.

## Anaphylaxie Alimentaire Induite par l'Effort
L'anaphylaxie Alimentaire Induite par l'Effort (AAIE) est une sous-catégorie du trouble dans lequel l'exercice ne provoque une réaction que lorsqu'il est suivi de l'ingestion d'un allergène alimentaire. On estime que la proportions de patients atteints d’AAIE représentent entre un tiers et la moitié de tous les cas d’AIE. Dans une étude réalisée en 2001 auprès de 76 229 collégiens japonais, on a constaté que 0,017 % des élèves souffraient de cette maladie.
Dans les pays européens, les aliments déclencheurs les plus courants de l'AAIE sont les tomates, les céréales et les arachides. Au Japon, l'AAIE est le plus souvent déclenchée par l'oméga-5-gliadine, un allergène présent dans le blé,. On peut citer d'autres aliments liés à l'AAIE : les crustacés, les fruits à coques, les produits laitiers (en particulier le lait de vache), les fruits et légumes (comme les raisins, les oignons et les oranges), les viandes et les champignons. Certaines études établissent également un lien entre L'AAIE et à l'allergie à la viande,.
Dans la plupart des cas, l’ingestion de l’aliment déclencheur précède l’exercice physique de quelques minutes à quelques heures lors d’une crise ; cependant, certains cas rapportés indiquent que la réaction peut également survenir lorsque l’ingestion a lieu peu après l’activité physique. Bien que les mécanismes physiopathologiques de l’anaphylaxie alimentaire induite par l’effort (AAIE) restent encore largement méconnus, une hypothèse suggère que des modifications du pH pourraient jouer un rôle. Cette théorie repose sur le fait que l’exercice rend le pH des muscles et du sérum plus acide. Une baisse du pH est associée à une augmentation de la dégranulation des mastocytes, éléments clés de la réponse immunitaire. Une étude a d’ailleurs montré que les patients atteints d'AAIE ne présentent pas de symptômes lorsqu’ils reçoivent du bicarbonate de sodium, un antiacide, avant l’exercice.

## Déclencheurs courants
L’anaphylaxie induite par l'effort est le plus souvent provoquée par un exercice physique. Elle est le plus souvent causée par des activités plutôt intenses, comme le jogging, mais peut également être provoquée par des activités plus douces, comme une marche tranquille. Dans une étude de 1999, 78 % des personnes atteintes ont déclaré que les crises étaient fréquemment provoquées par le jogging, tandis que 42 % ont signalé des symptômes après une marche rapide.
Plusieurs facteurs, en dehors de l’alimentation et de l’exercice, ont été suggérés comme pouvant augmenter le risque d’une crise d’AIE. Il s’agit notamment de la consommation d’alcool, de l’exposition au pollen, des températures extrêmes, de la prise d’anti-inflammatoires non stéroïdiens et même de certaines phases du cycle menstruel.

## Physiopathologie
La physiopathologie entourant l’AIE et l'AAIE n’est pas encore entièrement comprise, mais il existe plusieurs théories.
Les recherches montrent que l’histamine, une substance chimique impliquée dans la réponse allergique, joue un rôle clé dans l’AIE. Des niveaux accrus d'histamine dans le plasma sanguin ont été enregistrés lors d'incidents d'AIE, et d'AAIE. Des changements morphologiques dans les mastocytes de la peau des patients atteints d'AIE ont été observés après l'exercice et sont comparables aux manifestations survenant chez les patients atopiques après une exposition à un allergène.
Les théories entourant la physiopathologie de l’AIE incluent une augmentation de la perméabilité gastro-intestinale, une augmentation de l’activité enzymatique tissulaire et une redistribution du flux sanguin.

### Perméabilité gastro-intestinale
Il est connu que l’exercice augmente l’absorption par le tractus gastro-intestinal. Il est théorisé qu’une perméabilité gastro-intestinale accrue ou altérée améliore le contact des allergènes avec le système immunitaire associé à l’intestin. Chez certains patients atteints d'AAIE, l’apparition et/ou la gravité des symptômes dépendent de la quantité d’aliment déclencheur ingérée par le patient. Une augmentation de la perméabilité intestinale peut également augmenter le risque d’absorption de protéines allergènes partiellement digérées. Les recherches à l'appui de cette théorie incluent une étude de Matsuo et al. (2005), dans laquelle on a découvert que les patients souffrant d'AIE dépendant du blé avaient des oméga-5-gliadines dans leur sérum après l'exercice et la consommation de blé, mais pas chez les patients ayant ingéré uniquement du blé.

### Augmentation de l'activité enzymatique tissulaire
Une autre théorie est que l’exercice et l’aspirine pourraient activer la transglutaminase tissulaire dans le mucus intestinal. Les oméga-5-gliadines, un composé présent dans le blé et généralement associé à certains cas d'AAIE, sont réticulées par la transglutaminase, ce qui entraîne de grandes formations d'agrégats de peptides et conduit à une augmentation de la liaison des IgE.

### Redistribution du flux sanguin
Lors de l’exercice physique, le flux sanguin est redistribué des tissus inactifs vers les tissus actifs de l’organisme. Il a été suggéré que les cellules immunitaires sensibilisées à un aliment, localisées dans l’intestin, ne provoquent pas de symptômes anaphylactiques tant qu’elles restent confinées à la circulation locale. Selon cette théorie, si ces cellules sensibilisées sont redistribuées vers la peau et/ou les muscles squelettiques à la suite de l’exercice, des symptômes d’AAIE pourraient alors apparaître. Une étude menée en 2010 a montré que les allergènes alimentaires étaient bien tolérés par les mastocytes du tractus intestinal, ce qui explique l’absence de symptômes au repos. Les mastocytes présents dans l’intestin diffèrent structurellement de ceux que l’on trouve dans la peau ou les muscles squelettiques,et pourraient ainsi être activés par les mêmes allergènes alimentaires.

## Traitement
Si l’exercice est arrêté dès la détection des premiers symptômes, l’état de santé du sujet s'améliore généralement en quelques minutes et aucun autre traitement n’est nécessaire,.
Les traitements courants pour cette maladie comprennent la prise régulière d’antihistaminiques, l’utilisation d’un injecteur d’épinéphrine (communément appelé EpiPen) et l’abstinence d’exercice. Dans une étude de 1999, 56 % des patients ont déclaré avoir utilisé des antihistaminiques comme traitement pour leur AIE, et 31 % ont déclaré avoir traité leur affection avec de l'épinéphrine.
De nombreux patients ont signalé avoir traité leur affection par des changements de comportement, 44 % des personnes souffrant d'AIE déclarant avoir réduit l'incidence des crises en évitant l'exercice par temps extrêmement chaud ou froid, 37 % en évitant les aliments déclencheurs, 36 % en s'abstenant de faire de l'exercice pendant la saison des allergies et 33 % en cas de forte humidité.